# Grazio Braccioli
Pour les articles homonymes, voir Braccioli.
Grazio Braccioli (1682-1752) est un juriste italien de Ferrare, également librettiste d'opéras.

## Biographie
Grazio Braccioli est l'auteur du livret de deux opéras de Vivaldi : Orlando finto pazzo et Orlando furioso dont l'action s'inspire des poèmes de l'Arioste et de Matteo Maria Boiardo, revisitant la légende de Roland.